# 赤井はあと
赤井 はあと（あかい はあと、英: Akai Haato、中: 赤井 心）は、日本のバーチャルYouTuber、バーチャルアイドル。ホロライブプロダクションの女性バーチャルYouTuberグループ・ホロライブの1期生。留学経験があり、英語を用いた配信も行っている。

## 概要
誕生日は8月10日。身長154センチ。挨拶は「はあちゃまっちゃま〜!! ワールドワイドな最強アイドル、はあちゃまこと赤井はあとです」など。愛称は「はあちゃま」など。
キャラクターデザインは、はる雪、Live2Dモデルはfumi、3Dモデルは、ぽんぷ長がそれぞれ担当した。ファンの愛称は「はあとん」。
ゲーム実況、歌、料理、旅などを配信している。中でも想定を超える奇抜な調理をする「はあちゃまクッキング」は好評を博している。自身の生放送のアーカイブに対して、カットや字幕などの編集で見やすくしたものや、短編動画なども不定期に投稿している。
2020年12月までバーチャル海外（オーストラリア）に留学していた。そのため、英語が得意であり、投稿動画に対するコメントも英語のものが多い。
インドネシアのメディア「Duniaku.com」は、赤井を最も人気のあるバーチャルYouTuberの一人として言及した。香港経済日報は、10番目に人気のあるバーチャルYouTuberと報じた。
活動当初ファンからは「はあと様」の愛称で呼ばれていたが、2020年にそれに代わる愛称として自ら「はあちゃま」を提唱。それが瞬く間に浸透し、2020年後半には後者で呼ばれることのほうが多くなった。またこれとほぼ同時期に前述した「はあちゃまクッキング」に代表される奇抜な内容の投稿が増加している。さらに2021年2月からは活動初期の清楚系キャラと使い分け、二重人格のような演出も時折交えている。
4期生だった桐生ココとは彼女の活動開始直後から交友関係にあり、2021年7月に桐生が活動終了した際、彼女の名物企画の一つであったRedditに投稿されたホロライブのミーム紹介配信を引き継いでいるほか、翌月には彼女自身もRedditアカウントを取得し時々投稿している。その他、さくらみこや角巻わため、にじさんじ所属のVTuber・星川サラとも頻繁にコラボ配信を行なっている。

## 来歴
- 2018年
  - 6月1日、Twitter上で初ツイート[19]。
  - 6月2日、YouTube上で初配信[20]。
  - 9月14日、ニコニコ動画への動画投稿を開始[21]。

- 2019年
  - 1月25日、3Dモデルでの初配信[22][23]。
  - 9月27日、YouTubeのチャンネル登録者数が10万人を突破[24]。
  - 12月9日、YouTubeサブチャンネルを開設[25]。

- 2020年
  - 7月30日、Live2D Ver.2.0を披露[26]。
  - 9月27日、機密情報の二次利用及び一部地域の在住者への配慮に欠けた発言が、ホロライブプロダクションを運営するカバー株式会社のガイドラインや契約内容に違反する行為と判断され、同年10月19日まで3週間の活動自粛措置となる[27][28]。
  - 10月26日、新衣装を披露[29]。
  - 12月4日、高校卒業を発表[30]。

- 2021年
  - 2月10日、YouTubeのチャンネル登録者数が100万人を突破（ホロライブプロダクション史上8人目）[4]。
  - 6月12日、自身のYouTubeチャンネルで行った生配信で、無期限の活動休止を発表。休止理由は「言えない」とし詳細は明らかにしていない[31]。
  - 7月25日、活動を再開[32]。
  - 8月18日、Redditアカウントを開設[18]。
  - 11月23日、2020年頭にYouTubeメインチャンネルでの収益化剥奪問題が解消されて以来休眠状態だったサブチャンネルのプロフィール画像とヘッダー画像が更新される（前者はTwitterヘッダーイラストの流用）。翌24日にはチャンネル名が「Akai Haato Sub 赤井はあと」から「HAACHAMA DARKWEB CH」に変更され、複数のYouTube Shorts動画が投稿される。

- 2023年
  - 3月20日、体調不良により活動休止。2月24日にインフルエンザに感染した後、体調が戻らず、3月8日に活動を制限することが発表され、同月18日の「hololive SUPER EXPO 2023」ではライブのみの出演で、2日目のイベントステージは出演を見合わせていた[33]。
  - 7月24日、活動休止後初のメッセージを公表。それによると前述の「hololive SUPER EXPO 2023」終了直後に入院していたこと、現在は退院し自宅療養中だということが明かされた[34]。
  - 10月30日、自身のXで同年11月1日から活動再開する旨のポストが投稿された[35]。
  - 11月1日、自身のYouTubeチャンネルにて復帰ライブを行った[36][7]。

- 2024年
  - 3月17日に開催されたホロライブの全体ライブ「hololive 5th fes. Capture the Moment」にサプライズ出演した[37]。

## 主な出演

### ライブ・イベント
※はインターネット配信
- V-RIZIN2019（2019年12月29日、さいたまスーパーアリーナ）[38]
- VTuberおしゃべりフェス（2020年2月16日、3331 Arts Chiyoda 体育館）[39]
- 音Line_DistANCE（2020年8月28日、※Twitch）[40]
- ホロライブ×ジョイポリス HAPPY PARTY『ホロ×マッチ』（2021年1月30日、東京ジョイポリス）[41]
- 「VTuber Fes Japan 2021」DAY2（2021年1月31日、川口総合文化センター）[42]
- hololive 1st Generation 3rd Anniversary LIVE「from 1st」（2021年5月28日、EX THEATER ROPPONGI）[43]

#### ホロライブ全体ライブ
- 「hololive 1st fes. ノンストップ・ストーリー」（2020年1月24日、豊洲PIT）[44]
- 「hololive 2nd fes. Beyond the Stage Supported By Bushiroad」STAGE2（2020年12月21日、※ニコニコ生放送・SPWN）[45]
- 「hololive 3rd fes. Link Your Wish Supported By ヴァイスシュヴァルツ」Day1（2022年3月19日、幕張メッセ）[46]
- 「hololive 4th fes. Our Bright Parade Supported By Bushiroad」DAY1（2023年3月18日、幕張メッセ）[47]
- 「hololive 5th fes. Capture the Moment Supported By Bushiroad」DAY2（2024年3月17日、幕張メッセ）[37]
- 「hololive 6th fes. Color Rise Harmony」DAY1（2025年3月8日、幕張メッセ）[48][49][50]

#### 同時視聴
- 「戦乙女の食卓」第1話/同時視聴配信（2020年7月7日、※YouTube）[51]

### WEBマンガ
- 漫画：ヨハネ、原作：カバー『Holoearth Days! A Tale Side:W ウェスタdeクッキング -幸せのルセット-』マンガUP!、2024年10月 - [52]

### 単行本
- 漫画：ヨハネ、原作：カバー『Holoearth Days! A Tale Side:W ウェスタdeクッキング -幸せのルセット-』 1巻、スクウェア・エニックス、2025年5月7日。ISBN 9784757597792。[53][54]

### ゲーム
- 妖怪ウォッチ ぷにぷに（2025年3月1日 - 3月16日） - コラボイベント期間にゲーム内キャラクターとして追加[55]。

## リリース音源
○出典：hololive（ホロライブ）公式サイト

### 赤井はあと
| 発売日        | タイトル              | 品番     | 出典   |
| ------------- | --------------------- | -------- | ------ |
| 2023年2月25日 | RED HEART             | CVRD-262 | [ 56 ] |
| 2023年3月4日  | Infinity (Remastered) | CVRD-264 | [ 57 ] |
| 2023年3月11日 | BUTA                  | CVRD-268 | [ 58 ] |
| 2024年8月11日 | BAN RTA               | CVRD-462 | [ 59 ] |
| 2025年2月25日 | Who2                  | CVRD-535 | [ 60 ] |
| 2025年6月2日  | めちゃゴミ♡完♡全♡食!! | CVRD-577 | [ 61 ] |
| 2025年8月11日 | 感触                  | CVRD-614 | [ 62 ] |
| 2025年8月11日 | お人形                | CVRD-612 | [ 63 ] |

### hololive 1st Generation
| 発売日        | タイトル             | 品番     | 出典          |
| ------------- | -------------------- | -------- | ------------- |
| 2021年5月15日 | Plasmagic Seasons!   | CVRD-045 | [ 64 ] [ 65 ] |
| 2024年6月2日  | Secret Garden        | CVRD-431 | [ 66 ]        |
| 2025年6月2日  | 電脳ぴゅあ推し大宣言 | CVRD-576 | [ 67 ]        |

### hololive IDOL PROJECT
| 発売日        | タイトル                                            | 品番     | 出典          |
| ------------- | --------------------------------------------------- | -------- | ------------- |
| 2019年9月16日 | Shiny Smily Story                                   | CVRD-001 | [ 68 ]        |
| 2020年2月17日 | 夢見る空へ                                          | CVRD-002 | [ 69 ] [ 70 ] |
| 2022年8月19日 | 飛んでK！ホロライブサマー                           | CVRD-199 | [ 71 ]        |
| 2022年8月22日 | ホロメン音頭                                        | CVRD-200 | [ 72 ]        |
| 2024年3月15日 | ホロライブ言えるかな？hololive SUPER EXPO 2024 ver. | CVRD-406 | [ 73 ]        |